# Alster-Piraten-Club

Komitee der Alsterpiraten

Der Alsterpiraten Club von 1898 aus Hamburg (Eigenbezeichnung auch Die Alsterpiraten) ist einer der ältesten Segelclubs Deutschlands.

## Geschichte
Der Club, der ausschließlich jugendliche männliche Mitglieder aufnimmt, wurde 1898 gegründet und ist an der Außenalster beheimatet. Neben Richard Krogmann, einem später einflussreichen und hochgeachtetem Reeder, gab es vier weitere Gründungsmitglieder. Tilly Krogmann, die Mutter der Krogmann-Söhne, schlug damals die Embleme mit ihrer Farbgebung vor, wie sie noch heute existieren. Bereits wenige Jahre nach ihrer Gründung (1907) erhielten die Alsterpiraten von großzügigen Förderern aus dem Norddeutschen Regatta Verein (NRV), allen voran Sophie Laeisz, ein eigenes Hausboot.
1938 lösten sich die Alsterpiraten selbst auf und wurden formell die Jugendabteilung des NRV und als solche auch als Marine-HJ Stamm 202 der Hitler-Jugend zugeordnet. Nach 1945 reorganisierten sich die Alsterpiraten als Jugendabteilung des NRV. 1979 erhielten die Alsterpiraten innerhalb der Jugendabteilung des NRV wieder den Status einer selbstverwalteten Traditionsgruppe.
Um als Alsterpirat aufgenommen zu werden, muss man eine Anwärterzeit absolvieren. Vom Alster- zum Oberpiraten wird man in der Weihnachtssitzung, sofern man 19 Jahre alt ist. Die Alsterpiraten sind eigenständig, jedoch ist es üblich, dass die Mitglieder spätestens mit dem 20. Lebensjahr dem Norddeutschen Regatta Verein beitreten.
Das weibliche Gegenstück zu dem Club ist der Alsterratten Club, gegründet 1929.
Einige Alsterpiraten gründeten 1919 den Club an der Alster in Hamburg. 
Der Alsterpiraten Club besteht zurzeit aus ca. 20 aktiven (Alsterpiraten) und ca. 450 Oberpiraten.

## Erfolge
Aus den Reihen des Alster-Piraten-Club gingen zahlreiche erfolgreiche Segler hervor.

### Meter-Klassen
In der 5,5-m-R-Klasse wurde Michael Grau 1966 Vize-Weltmeister. Felix und Niklas von Meyerinck wurden 2005 Deutscher Meister der klassischen 5,5 m, sowie Vizeweltmeister in den Jahren 2006, 2007, 2009 und 2010.
In der 8-m-R-Klasse segelten die Alsterpiraten Hans Howaldt, Eduard Mohr, Otto Wachs bei den Olympischen Spielen 1936 auf der Yacht Germania III von Alfried Krupp von Bohlen und Halbach zur Bronze-Medaille.

### 12-qm-Scharpie
Auf dem Plattensee wurde Andreas von Eicken 1967 Vize-Europameister bei den Junioren.

### Jollen
Bei den Olympischen Spielen 1936 vor Kiel segelte Werner Krogmann in der O-Jolle zur Silbermedaille. 1954 wurde Krogmann Deutscher Meister und Vize-Europameister.
1958 wurden Carl-Heinz Illies Deutscher Meister und Hans-Joachim Fritze Europameister in der O-Jolle.
Im Flying Dutchman wurden  Rolf Mulka und Ingo von Bredow  in den Jahren 1956, 1957 und 1959 Weltmeister. Daneben wurden sie Deutsche Meister 1957 und 1959, Dritte bei den Europameisterschaften 1960 und Bronzemedaillengewinner bei den Olympischen Spielen 1960. Auch Ullrich Libor erreichte im Flying Dutchmann, mit verschiedenen Partnern, diverse Erfolge. Unter anderem wurde er Deutscher Meister 1964, 1968 und 1971. 1972 wurde er Vize-Europameister und gewann bei Olympia zwei Medaillen, bei den  Olympischen Spielen 1968 Silber und vier Jahre später Bronze. 

### Kielboote
In der Bootsklasse der Drachen ersegelten Alsterpiraten zahlreiche Deutsche Meister- und Vizemeistertitel. Bei den Europameisterschaften 1980 vor Travemünde erreichten die Alsterpiraten Victor Sommer, Jens Rathsack und Wolfgang Feustel den zweiten Platz. 1991 erreichte Hans-Werner Zachariassen mit Richard Thiessen und Michael Kurtz den dritten Platz bei den Weltmeisterschaften. Auch 1993 erreichten Alsterpiraten den dritten Platz bei den Weltmeisterschaften, dieses Mal Andreas und Jo-Werner von Eicken sowie Rolf Schöppler. Der jüngste Erfolg im Drachen ist die Vizeweltmeisterschaft von Ullrich Libor aus dem Jahr 2007.
Mit dem Soling wurde Axel May, als Vorschoter von Willi Kuhweide 1973, 1974, 1976, 1977 und 1981 deutscher Meister 1974 Europameister.
Auch im Starboot erreichten Alsterpiraten vordere Plätze bei Deutschen und Internationalen Meisterschaften. Walter von Hütschler wurde 1936 und 1939 Europameister sowie 1938 und 1939 Weltmeister. Bei den Weltmeisterschaften 1977 erreichten Uwe von Below und Franz Wehofsich einen dritten Platz.

### Weitere Erfolge
In der Snipe-Klasse erreichten Alsterpiraten zwei Europameistertitel: 1955 waren es Carl-Heinz Illies/Peter Schaernack und 1960 Ullrich Libor/Rudolf Bartnig (BSC).
Jan-Eike Andresen wurde 2004 als Taktiker X-99-Weltmeister.
Alsterpirat Hajo Libor war mit dem Paddel erfolgreich. Im Drachenboot siegte er 2002 bei den Weltmeisterschaften der Vereinsmannschaften, im Nations Cup folgten Weltmeistertitel 2003 und 2004 sowie 2004 auch die Europameisterschaft.

## Trivia
Bei den Alster-Piraten entstanden Anfang des 20. Jahrhunderts die ersten Klein-Erna-Witze. Ausgehend von der Anekdote über eine missglückte Schiffstaufe durch das damalige junge Mädchen Erna Nissen, die von ihren Brüdern nach deren Beitritt zu den Alster-Piraten erzählt wurde, erfanden diese und ihre Klubkameraden weitere Klein-Erna-Geschichten, die weitererzählt wurden.